# Aéroport Adolfo Suárez Madrid-Barajas

Plan de l'Aéroport

L'aéroport Adolfo Suárez Madrid-Barajas (code IATA : MAD • code OACI : LEMD) est le plus important d'Espagne et dessert la ville de Madrid. En 2023, il est classé 15e aéroport mondial et 5e en Europe. Il est situé à 13 km au nord-est du centre de Madrid (sur les villes de Madrid, Paracuellos de Jarama, San Sebastián de los Reyes et Alcobendas) et compte quatre terminaux. L'aéroport est géré par Aeropuertos Españoles y Navegación Aérea (AENA). Son nom est celui de Barajas, un des vingt-et-un districts de Madrid. La majeure partie des emprises de l’aéroport occupe approximativement la moitié nord-est de ce district, dans les quartiers (barrios) de Aeroporto et Timón. L'aéroport est desservi par des stations de métro, et une ligne ferroviaire.

## Histoire
Cette section ne s'appuie pas, ou pas assez, sur des sources secondaires ou tertiaires indépendantes du sujet. Le texte peut contenir des analyses inexactes ou inédites de sources primaires.
Pour l'améliorer, ajoutez-en, ou placez des modèles {{Source secondaire souhaitée}} ou {{Source secondaire nécessaire}} sur les passages mal sourcés. (janvier 2022)
La construction de cet aéroport est entamée en 1927. Il est ouvert au trafic international le 22 avril 1931, les opérations commerciales régulières débutant deux ans plus tard. Un petit terminal est construit avec une capacité de 30 000 passagers par an, accompagné de plusieurs hangars, et d'un aéroclub. Le premier vol régulier est réalisé par la compagnie Líneas Aéreas Postales Españolas (LAPE) avec sa ligne à destination de Barcelone. Ce n'est que plus tard dans les années 1930, que les vols internationaux desservent des destinations européennes et africaines.
Ce premier aéroport se compose d'un vaste champ d'herbe circulaire avec le nom de la ville de Madrid inscrit au centre. Ce n'est qu'en 1940 que le champ est pavé et les pistes construites. La construction de la première piste démarre en 1944. Elle mesure 1 400 mètres de long et 45 mètres de large. À la fin de la décennie, l'aéroport est muni de trois pistes. Aucune d'entre elles ne subsiste aujourd'hui.
À la fin des années 1940, les premiers vols à destination de l'Amérique latine et des Philippines débutent.
Dans les années 1960, l'aéroport reçoit un trafic de 500 000 passagers. Il est alors équipé de cinq pistes, et les premiers vols vers New York débutent. Le terminal national (le T2) voit sa construction entamée en 1954 et son inauguration intervient l'année suivante. Dans les plans de l'aéroport de 1957, l'aéroport de Barajas est classé comme un aéroport international de première catégorie. Vers les années 1960, les premiers jets de grande taille commencent à atterrir à Barajas. La croissance du trafic dépasse les prévisions, principalement en raison du développement du tourisme. Au début de la décennie, l'aéroport atteint 1,2 million de passagers, le double de ce qui était envisagé initialement dans le plan de 1957.
Le 30 décembre 2006, un attentat à la voiture piégée est perpétré au terminal 4.
Son trafic a été victime de la crise économique qui a durement frappé l'Espagne à partir de 2008. La fréquentation a chuté de près de 22 % entre 2008 et 2013, passant de 50,8 millions à 39,7 millions de passagers.
En mars 2014, au lendemain de la mort de l'ancien président du gouvernement d'Espagne Adolfo Suárez, le ministère des transports du pays annonce que l'aéroport porte désormais son nom, pour « honorer sa mémoire » et « par respect pour le rôle historique joué par le premier président de la démocratie ». Ce dernier a notamment mené avec le roi Juan Carlos la transition démocratique espagnole après le franquisme.

## Situation
| \| 100 km1:11 216 000 \| Alicante Almería Andorre Badajoz Barcelone Bilbao Burgos León Castellón · de la Plana Ceuta Gérone Grenade Ibiza Jerez La Corogne Lleida Logroño Madrid Málaga Melilla Minorque Murcie Oviédo Palma de · Majorque Pampelune Reus Sabadell Saint-Jacques Saint-Sébastien Salamanque Santander Saragosse Séville Valence Valladolid Vigo Vitoria |
| 100 km1:11 216 000 |

Voir les Îles Canaries

## Transports terrestres et accès
L'aéroport est très bien relié à la métropole madrilène par plusieurs moyens terrestres. Il est accessible par les transports en commun depuis le centre-ville. Il est connecté au métro de Madrid depuis 2002. Des entreprises de transport privées le desservent également.

### Métro
La ligne 8 du métro de Madrid offre un accès ferroviaire rapide à la station souterraine du Terminal 2 (qui donne également accès aux terminaux T1 et T3) et au Terminal 4, depuis la station Nuevos Ministerios, située dans le centre financier de Madrid, pour le prix d'un trajet en métro ordinaire auquel il faut ajouter un supplément aéroport de 3 euros. La station de métro de Nuevos Ministerios offrait une possibilité d'enregistrement aux passagers, mais cette facilité a été suspendue définitivement après la construction du Terminal 4.

### Train
En octobre 2006, un appel d'offres est ouvert pour la construction d'une liaison par le Cercanías, entre la gare de Madrid-Chamartín-Clara Campoamor et le Terminal 4. Cette extension est mise en service le 23 septembre 2011.
La ligne de Cercanías relie le Terminal 4 avec les gares de Chamartín et d'Atocha.
À terme, le projet est de relier la gare du terminal 4 au réseau à grande vitesse. Ainsi, l'aéroport sera relié, non seulement au réseau de Cercanías de Madrid, mais aussi aux réseaux AVE et grandes lignes de la RENFE.

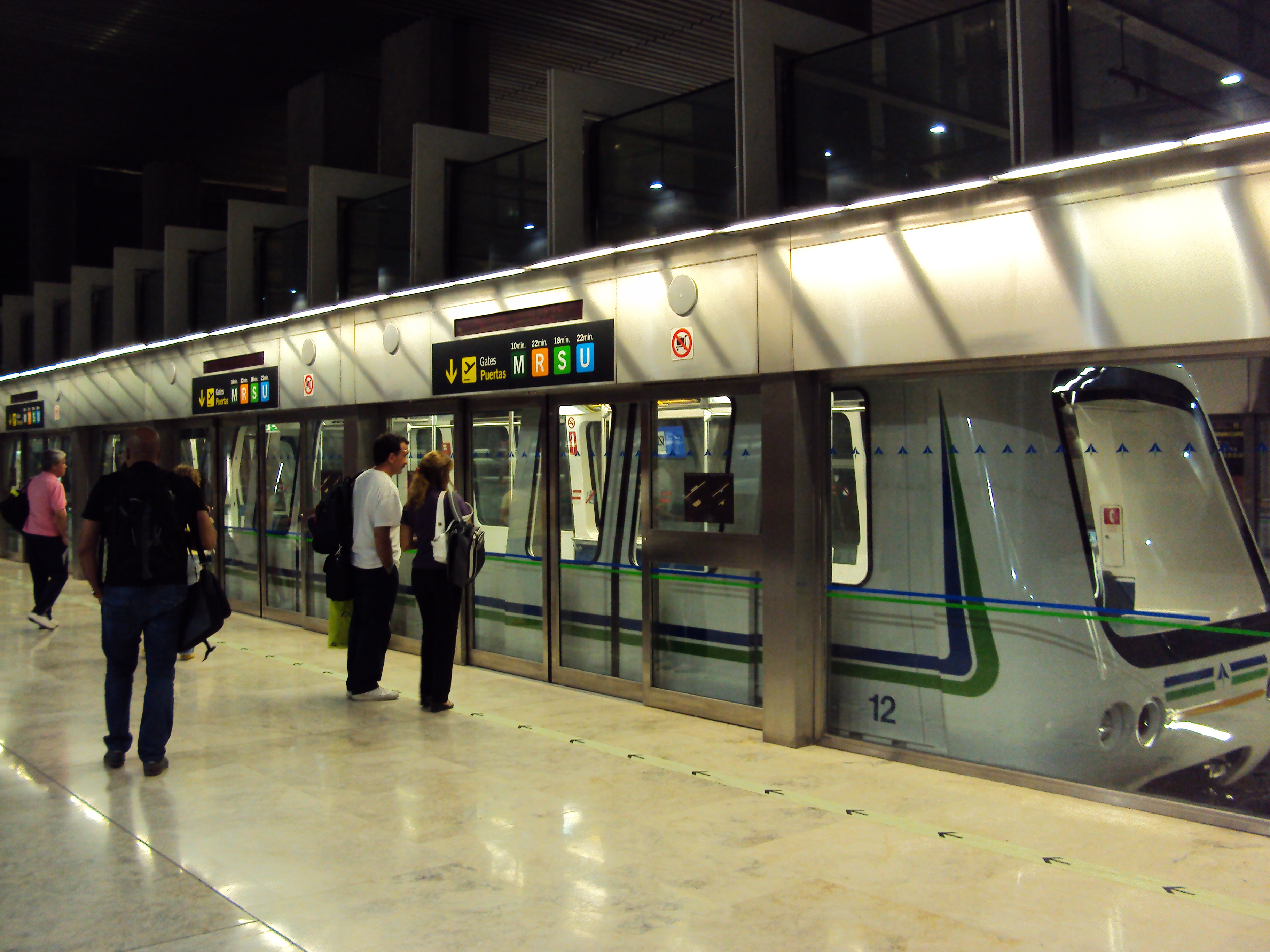
Le transport hectométrique de l'aéroport de Madrid.

### Transport hectométrique
Un système de transport hectométrique automatique relie le terminal T4 au bâtiment satellite du terminal T4S. Ces véhicules automatiques sur pneus, guidés par un rail central, transportent les passagers entre deux stations, à travers un tunnel.
Cette navette parcourt une distance de 2 100 m et fonctionne 24 heures par jour. Six rames sont opérationnelles pour transporter un maximum de 13 000 passagers par heure, à une vitesse maximale de 60 km/h. Le transfert entre les deux stations dure environ 3 minutes, et les trains peuvent évoluer à une fréquence de 2 minutes d'intervalle.

### Bus EMT
La compagnie des transports municipaux de Madrid opère plusieurs lignes régulières de transport par bus depuis Madrid vers l'aéroport. Le bus 200 s'arrête à côté de la zone de récupération de bagages des terminaux T1 et T2. Le bus 204 s'arrête à la sortie des arrivées du terminal 4. Plusieurs services de bus inter-cités sont également disponibles à l'aéroport.

### Parkings de l'aéroport

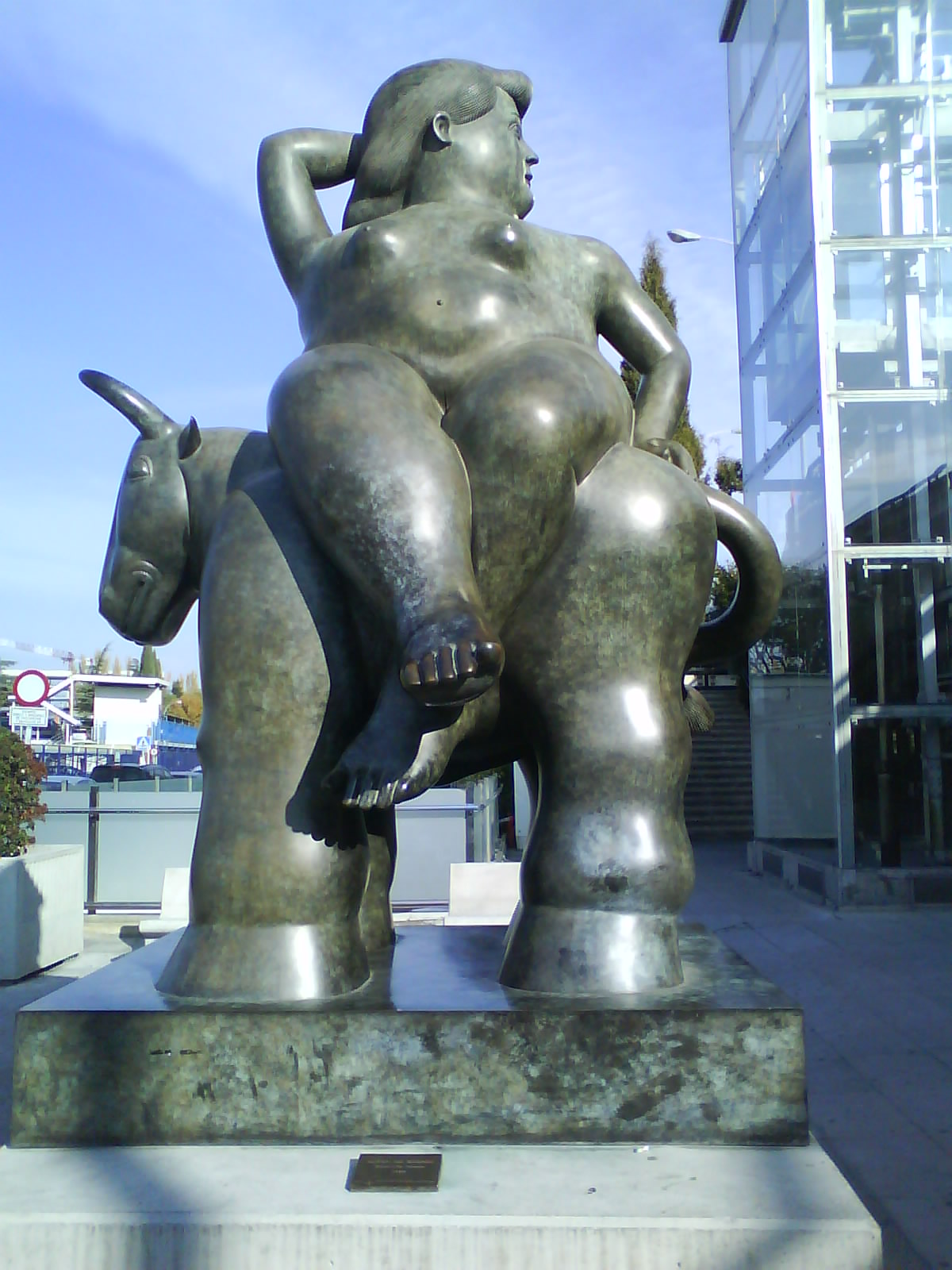
L'Enlèvement d'Europe, sculpture monumentale de Fernando Botero située entre le parking et le terminal T1 des arrivées.

Des aires de stationnements longue et courte durée sont disponibles comme dans tout aéroport de cette taille. Le P1 est un parking en plein air situé face au terminal 1. Le P2 est un parking couvert donnant un accès direct aux terminaux T1 et T2. Le parking de courte durée est situé face au terminal 2. Il existe également un parking VIP. Un service de navette assure la liaison entre les terminaux et les différents parkings.

### Taxis
Il existe un tarif fixe pour tous les trajets en taxi entre l'aéroport et la ville de Madrid, indépendamment de la distance et du nombre de passagers, fixé à 30 euros si la destination se trouve à l'intérieur de la rocade M-30. Les taxis officiels sont blancs avec des bandes rouges et le blason de la mairie de Madrid sur les portes.

## Compagnies et destinations

### Plate-forme de correspondanceIberia
La compagnie espagnole Iberia a sa base logistique à l'aéroport. En conséquence, Iberia Airlines possède plus de 60 % du trafic de cet aéroport. Son trafic, ainsi que celui de ses filiales (Air Nostrum et partenaires (notamment les lignes de Oneworld, incluant British Airways, LAN Airlines, et American Airlines) sont opérés majoritairement depuis le terminal 4.

### Passagers
| Compagnies                    | Destinations |
| ----------------------------- | --- |
| Aegean Airlines               | Athènes E.-Venizélos |
| Aer Lingus                    | Dublin |
| Aerolíneas Argentinas         | Buenos Aires-Ezeiza |
| Aeroméxico                    | Guadalajara-M. Hidalgo y Costilla, Mexico-B. Juárez, Monterrey-M. Escobedo |
| Air Algérie                   | Alger-Houari-Boumédiène |
| Air Arabia Maroc              | Tanger En saison: Nador |
| Air Canada                    | Toronto (Pearson) En saison: Montréal (P.-E.-Trudeau) |
| Air China                     | Pékin-Capitale |
| Air Europa                    | - Alicante-Elche, - Amsterdam, - Asuncion-S.-Pettirossi, - Barcelone-El Prat, - Bilbao, - Bogota-El Dorado, - Bruxelles-National, - Buenos Aires-Ezeiza, - Cancún, - Caracas-Maiquetía, - Córdoba, - Francfort, - Guayaquil-J. J.-Olmedo, - La Havane-José Martí, - Ibiza, - La Corogne, - Lanzarote-Arrecife, - Las Palmas/Gran Canaria, - Lima-J. Chávez, - Lisbonne-H. Delgado, - Londres-Gatwick, - Malaga-Costa del Sol, - Marrakech-Ménara, - Medellín-J. M. Córdova, - Miami, - Milan-Malpensa, - Montevideo Carrasco, - Munich-F. J. Strauß, - New York-John F. Kennedy, - Palma de Majorque, - Panama-Tocumen, - Paris-Orly, - Porto-F. Sá-Carneiro, - Punta Cana, - Quito-M. Sucre, - Rome Léonard-de-Vinci/Fiumicino, - Salvador de Bahia, - San Pedro Sula-R. V. Morales, - Viru Viru, - Saint-Domingue Las Américas, - São Paulo/Guarulhos, - Séville-San Pablo, - Tel Aviv - Ben Gourion, - Ténériffe-Nord, - Valence, - Vigo-Peinador, - Zurich En saison : Alghero-Fertilia, Athènes E.-Venizélos, Santorin, Tunis-Carthage |
| Air France                    | Paris-Charles de Gaulle |
| Air Malta                     | Malte |
| Air Serbia                    | Belgrade-Nikola-Tesla |
| Air Transat                   | En saison : Montréal (P.-E.-Trudeau) |
| airBaltic                     | Riga |
| American Airlines             | Dallas-Fort Worth, Miami, New York-John F. Kennedy, Philadelphie En saison : Charlotte-Douglas |
| Arkia                         | En saison: Tel Aviv - Ben Gourion |
| Avianca                       | Bogota-El Dorado, Cali-Alfonso-Bonilla-Aragón, Medellín-J. M. Córdova |
| Avianca El Salvador           | En saison: San Salvador-M. O. A. Romero y Galdámez |
| Braathens Regional Aviation   | Stockholm-Bromma |
| British Airways               | Londres-Heathrow |
| Brussels Airlines             | Bruxelles-National |
| Bulgaria Air                  | Sofia-Vrajdebna |
| Cathay Pacific                | Hong Kong |
| China Eastern Airlines        | Shanghai-Pudong |
| Conviasa                      | Caracas-Maiquetía |
| Dan Air                       | Brasov |
| Delta Air Lines               | Atlanta H.-Jackson, New York-John F. Kennedy |
| easyJet                       | - Bâle-Mulhouse, - Bristol, - Édimbourg, - Lisbonne-H. Delgado, - Londres-Gatwick, - Nice-Côte d'Azur, - Porto-F. Sá-Carneiro En saison: Londres-Luton |
| EgyptAir                      | Le Caire |
| El Al                         | Tel Aviv - Ben Gourion |
| Emirates                      | Dubaï |
| Etihad Airways                | Abou Dabi |
| Finnair                       | Helsinki-Vantaa |
| FlyOne                        | En saison: Chișinău |
| Hainan Airlines               | Chongqing-Jiangbei |
| Iberia                        | - Alger-Houari-Boumédiène, - Alicante-Elche, - Almeria, - Amsterdam, - Andorre-La Seu d'Urgell, - Athènes E.-Venizélos, - Badajoz, - Barcelone-El Prat, - Berlin-Brandebourg, - Bilbao, - Bogota-El Dorado, - Bologne-Borgo Panigale, - Bordeaux-Mérignac, - Boston Logan, - Bruxelles-National, - Budapest-Ferenc Liszt, - Buenos Aires-Ezeiza, - Cali-Alfonso-Bonilla-Aragón, - Caracas-Maiquetía, - Casablanca-Mohammed-V, - Castellón-Costa Azahar, - Chicago-O'Hare, - Dakar-B. Diagne, - Dallas-Fort Worth, - Doha-Hamad, - Düsseldorf, - Florence-Peretola, - Francfort, - Genève-Cointrin, - Grenade-F. García-Lorca, - Guatemala-La Aurora, - Guayaquil-J. J.-Olmedo, - Hambourg-H.-Schmidt, - Jerez de la Frontera, - La Corogne, - La Havane-José Martí, - Lima-J. Chávez, - Lisbonne-H. Delgado, - Logroño, - Londres-Heathrow, - Los Angeles, - Madère-C. Ronaldo, - Marrakech-Ménara, - Marseille-Provence, - Melilla, - Mexico-B. Juárez, - Miami, - Milan-Linate, - Milan-Malpensa, - Minorque-Mahón, - Montevideo Carrasco, - Munich-F. J. Strauß, - New York-John F. Kennedy, - Oslo-Gardermoen, - Pampelune, - Panama-Tocumen, - Paris-Orly, - Porto-F. Sá-Carneiro, - Prague-Václav-Havel, - Oviédo-Asturies, - Quito-M. Sucre, - Rio de Janeiro/Galeão, - Rome Léonard-de-Vinci/Fiumicino, - San José-J. Santamaría, - San Juan - Luis-Muñoz-Marín, - Saint-Sébastien, - Santander-S. Ballesteros, - Santiago du Chili-A.-M.-Benítez, - Saint-Domingue Las Américas, - São Paulo/Guarulhos, - Stockholm-Arlanda, - Strasbourg, - Tanger, - Tel Aviv - Ben Gourion, - Toulouse-Blagnac, - Turin S.-Pertini (Caselle), - Valence, - Venise - Marco Polo, - Vienne-Schwechat, - Vigo-Peinador, - Zagreb-Pleso, - Zurich En saison : - Bergen, - Catane-Fontanarossa, - Corfou-I. Kapodístrias, - Dubrovnik, - Faro, - Las Palmas/Gran Canaria, - Faro, - Nador, - Olbia-Costa Smeralda, - Ponta Delgada-Jean Paul II, - Rovaniemi, - San Francisco, - Split, - Tromsø, - Washington-Dulles |
| Iberia Express                | - Copenhague-Kastrup, - Dublin, - Fuerteventura, - Ibiza, - Lanzarote-Arrecife, - La Palma, - Las Palmas/Gran Canaria, - Londres-Gatwick, - Lyon-Saint-Exupéry, - Malaga-Costa del Sol, - Manchester, - Nantes-Atlantique, - Naples-Capodichino, - Nice-Côte d'Azur, - Palma de Majorque, - Paris-Charles de Gaulle, - Saint-Jacques-de-Compostelle, - Séville-San Pablo, - Stuttgart, - Ténériffe-Nord, - Ténériffe-Sud Reine Sofia En saison : - Édimbourg, - Hurghada, - Minorque-Mahón, - Mykonos, - Reykjavik-Keflavík, - Santorin |
| Iberojet                      | - Cancún, - La Havane-José Martí, - Punta Cana, - San José-J. Santamaría, - Los Cabos, - Santiago de Cuba-A. Maceo, - Comayagua En saison: Maurice-Sir Seewoosagur Ramgoolam |
| Icelandair                    | En saison : Reykjavik-Keflavík |
| ITA Airways                   | Rome Léonard-de-Vinci/Fiumicino |
| KLM Royal Dutch Airlines      | Amsterdam |
| Korean Air                    | Séoul-Incheon |
| Kuwait Airways                | Koweït |
| LATAM Brasil                  | São Paulo/Guarulhos |
| LATAM Chile                   | Santiago du Chili-A.-M.-Benítez |
| LATAM Perú                    | Lima-J. Chávez |
| LOT Polish Airlines           | Varsovie-Chopin |
| Lufthansa                     | Francfort, Munich-F. J. Strauß |
| Luxair                        | Luxembourg-Findel |
| Middle East Airlines          | Beyrouth-Rafic Hariri |
| Norwegian Air Shuttle         | Oslo-Gardermoen En saison: Copenhague-Kastrup |
| Pegasus Airlines              | Istanbul-S. Gökçen |
| Play                          | En saison : Reykjavik-Keflavík |
| Plus Ultra Líneas Aéreas      | Bogota-El Dorado, Caracas-Maiquetía, Carthagène-R. Núñez, Charm el-Cheikh, Lima-J. Chávez |
| Qatar Airways                 | Doha-Hamad |
| Royal Air Maroc               | Casablanca-Mohammed-V, Rabat-Salé En saison : Nador, Tanger |
| Royal Jordanian               | Amman-Reine-Alia |
| Ryanair                       | - Agadir-Al Massira, - Alghero-Fertilia, - Amman-Reine-Alia, - Bari-Karol Wojtyła, - Bergame-Orio al Serio, - Berlin-Brandebourg, - Birmingham, - Bologne-Borgo Panigale, - Bristol, - Bruxelles-National, - Bucarest-H. Coandă, - Budapest-Ferenc Liszt, - Catane-Fontanarossa, - Charleroi Bruxelles-Sud, - Copenhague-Kastrup, - Cracovie-Jean-Paul II, - Dublin, - Édimbourg, - Eindhoven, - Essaouira Mogador, - Faro, - Fès-Saïss, - Fuerteventura, - Ibiza, - Kaunas, - Lanzarote-Arrecife, - Las Palmas/Gran Canaria, - Lisbonne-H. Delgado, - Liverpool-J.-Lennon, - Londres-Stansted, - Luxembourg-Findel, - Malte, - Manchester, - Marrakech-Ménara, - Marseille-Provence, - Milan-Malpensa, - Minorque-Mahón, - Nador, - Naples-Capodichino, - Palerme Falcone-Borsellino, - Palma de Majorque, - Paris-Beauvais, - Pise-Galileo Galilei, - Porto-F. Sá-Carneiro, - Prague-Václav-Havel, - Rabat-Salé, - Rome Léonard-de-Vinci/Fiumicino, - Saint-Jacques-de-Compostelle, - Sofia-Vrajdebna, - Tanger, - Ténériffe-Nord, - Ténériffe-Sud Reine Sofia, - Turin S.-Pertini (Caselle), - Varsovie-Modlin (Mazovie), - Vienne-Schwechat En saison : Billund, Brindisi Papola/Casale, Cagliari, Tétouan-Sania R'mel, Venise - Marco Polo |
| Saudia                        | Djeddah - Roi-Abdelaziz, Riyad-roi Khaled |
| Smartwings                    | Prague-Václav-Havel |
| Swiss International Air Lines | Genève-Cointrin, Zurich |
| TAP Air Portugal              | Lisbonne-H. Delgado |
| TAROM                         | Bucarest-H. Coandă |
| Transavia France              | Montpellier-Méditerranée, Paris-Orly |
| Tunisair                      | Tunis-Carthage |
| Turkish Airlines              | Istanbul |
| United Airlines               | Newark-Liberty En saison : Washington-Dulles |
| Volotea                       | Nantes-Atlantique En saison : Bordeaux-Mérignac, Lyon-Saint-Exupéry, Olbia-Costa Smeralda, Toulouse-Blagnac |
| Vueling                       | Barcelone-El Prat, Florence-Peretola, Ibiza En saison : Minorque-Mahón |
| Wizz Air                      | - Bucarest-H. Coandă, - Budapest-Ferenc Liszt, - Cluj-Napoca, - Craiova, - Iași, - Koutaïssi-David-IV, - Milan-Malpensa, - Rome Léonard-de-Vinci/Fiumicino, - Sofia-Vrajdebna, - Timişoara-T. Vuia, - Tirana-Mère-Teresa, - Varsovie-Chopin |
| World2Fly                     | Cancún, La Havane-José Martí, Punta Cana, Saint-Domingue Las Américas En saison : Paris-Charles de Gaulle |

Édité le 09/12/2020  Actualisé le 22/04/2023

### Cargo
| Vols cargos depuis avril 2015 :        | Vols cargos depuis avril 2015 : |
| -------------------------------------- | --- |
| Compagnies                             | Destinations |
| Atlantic Airlines                      | Liège |
| DHL Aviation                           | Beijing–Capital, Casablanca, Copenhague, East Midlands, Francfort, Leipzig/Halle, London–Heathrow, Miami, Milan–Malpensa, Paris-Charles de Gaulle             |
| DHL Aviation opéré par EAT Leipzig     | Leipzig/Halle |
| FedEx Feeder opéré par Air Contractors | Dublin, Paris-Charles de Gaulle |
| Cygnus Air                             | Francfort, Grande Canarie, Tenerife–Nord |
| IAG Cargo                              | Bogotá, Buenos Aires-Ezeiza, Lima, London–Heathrow, Mexico, New York–JFK, Santiago du Chili, São Paulo–Guarulhos                                              |
| Qatar Airways                          | Doha |
| Swiftair                               | Alger, Athènes, Barcelone, Casablanca, Grande Canarie, Lisbonne, Palma de Mallorca, Milan–Malpensa, Paris-Charles de Gaulle, Stockholm–Arlanda, Tenerife–Nord |
| Swiftair opéré par Swiftair Bahrain    | Bahreïn |
| TNT Airways                            | Bruxelles, Liège |
| Turkish Airlines Cargo                 | Alger, Belgrade, Casablanca, Istanbul–Atatürk |
| UPS Airlines                           | Casablanca, Chicago-O'Hare, Cologne/Bonn, Londres–Stansted |

## Projets
En décembre 2019, l'exploitant de l'aéroport, Aena, a annoncé son intention d'étendre et de rénover de manière significative les installations existantes, en augmentant leur capacité annuelle de 70 à 80 millions de passagers et en comblant le fossé architectural entre les terminaux 1, 2 et 3 d'origine et le nouveau terminal 4. Le projet est doté d'un budget de 750 millions d'euros et devrait être exécuté entre 2022 et 2026.

## Galerie

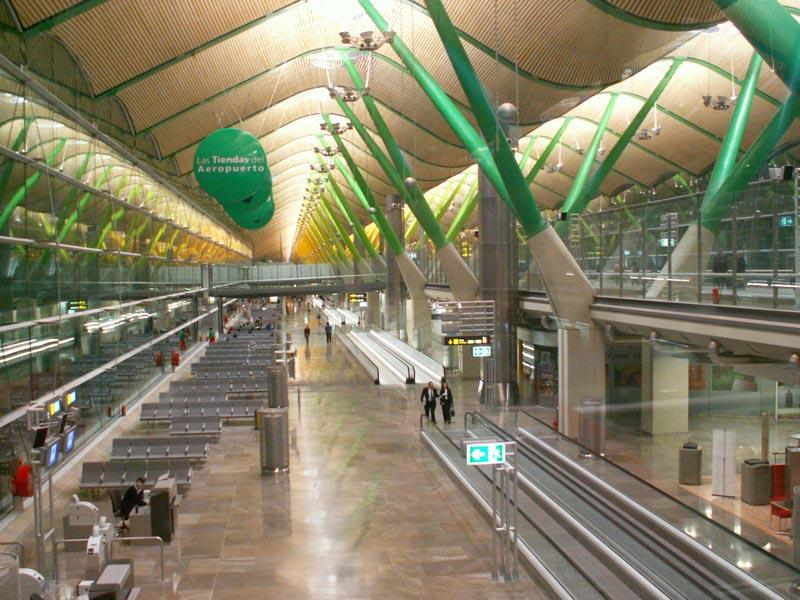
Vue intérieure de l'aéroport.
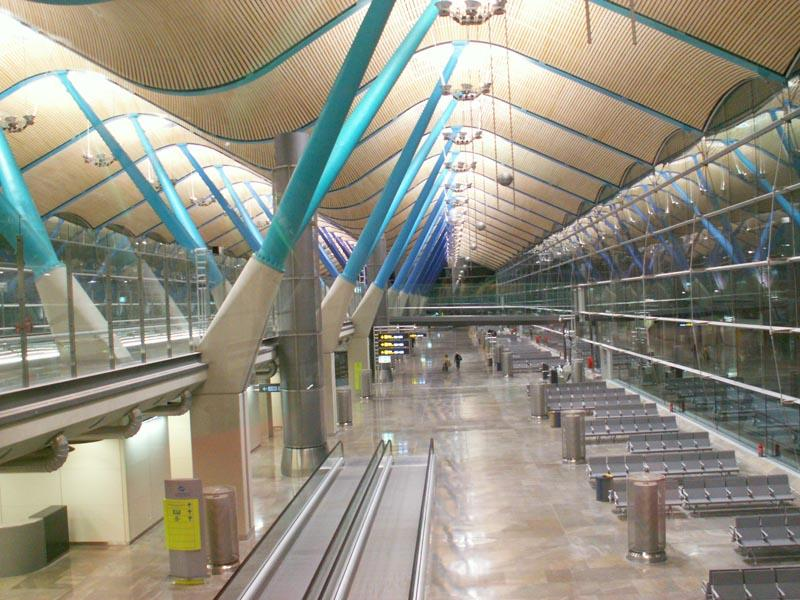
Satellite du Terminal 4.
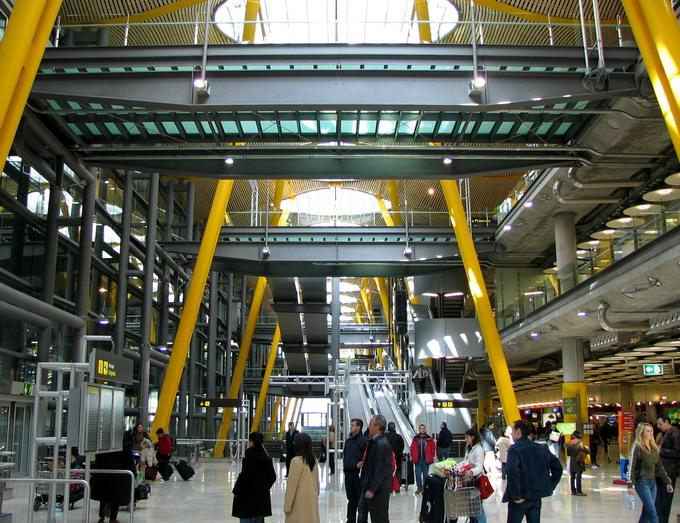
Intérieur du Terminal 4.
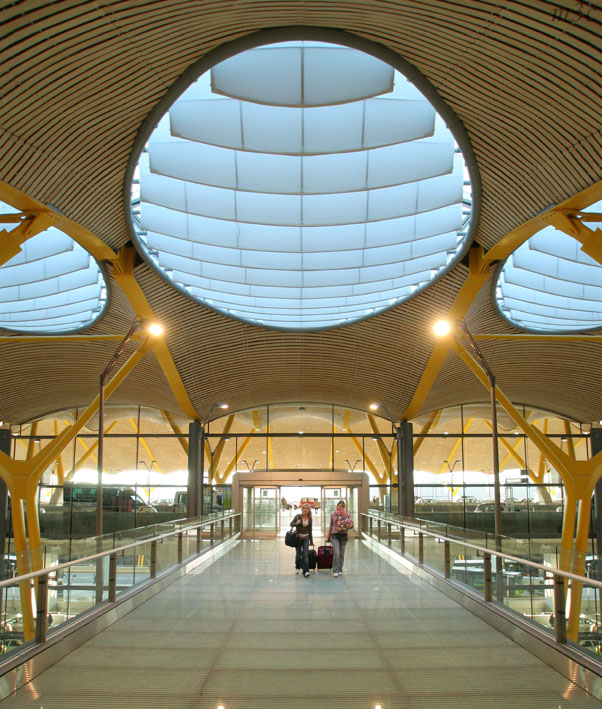
Entrée de l'aéroport pour les voyageurs au départ.
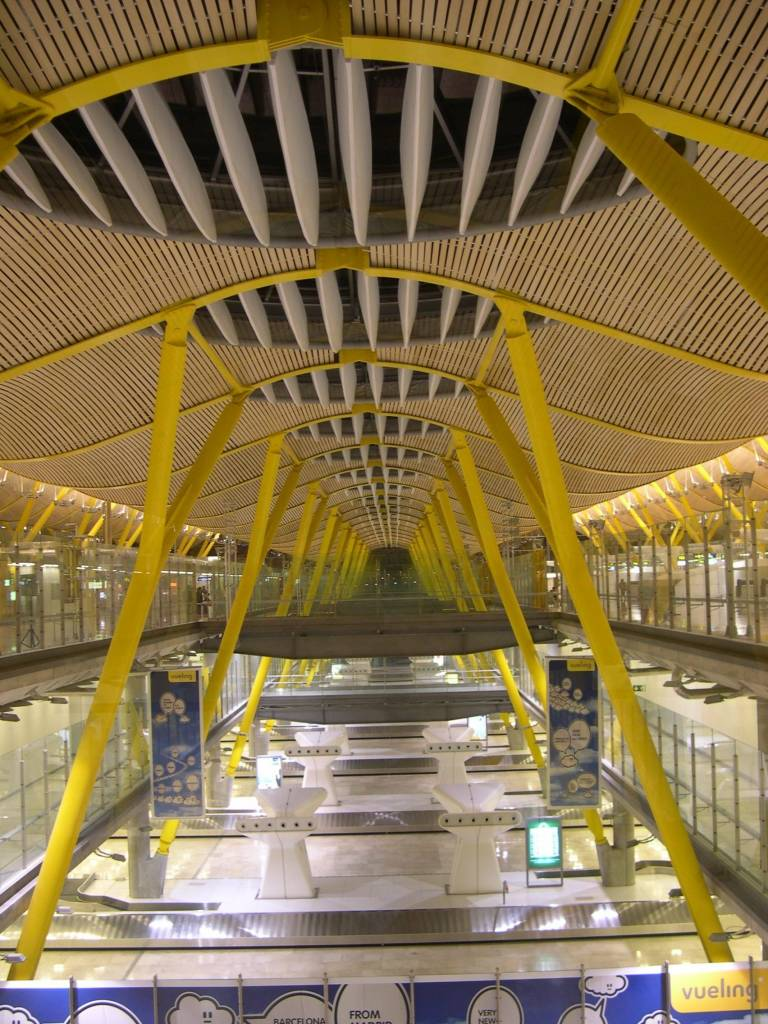
Carrousels à bagages.
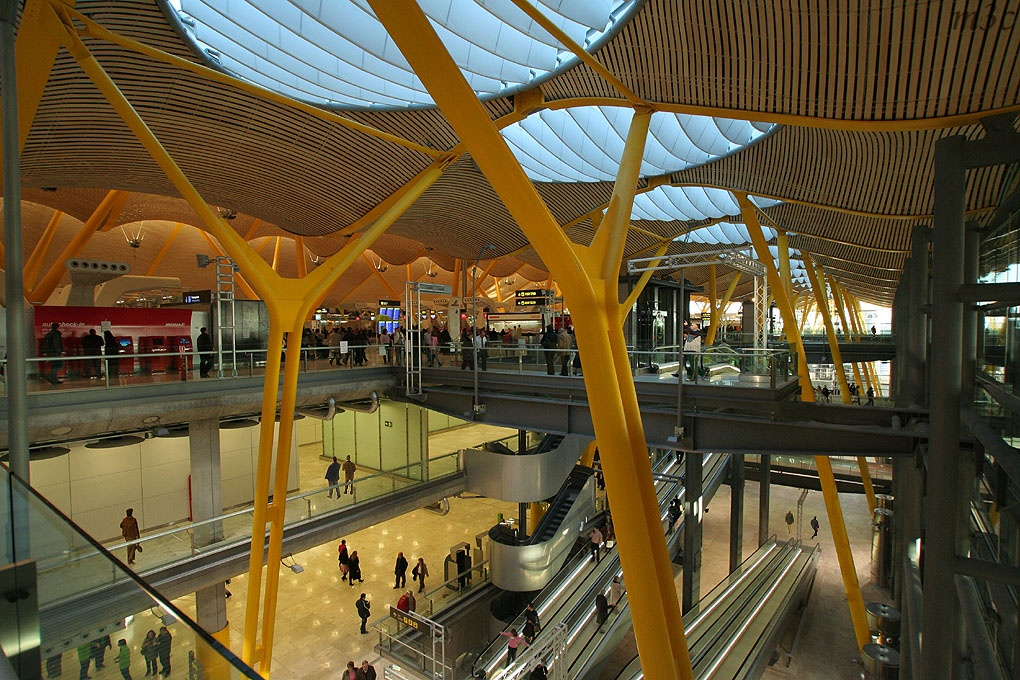
Étage supérieur ; niveau des enregistrements Étage inférieur ; arrivées et station de métro.
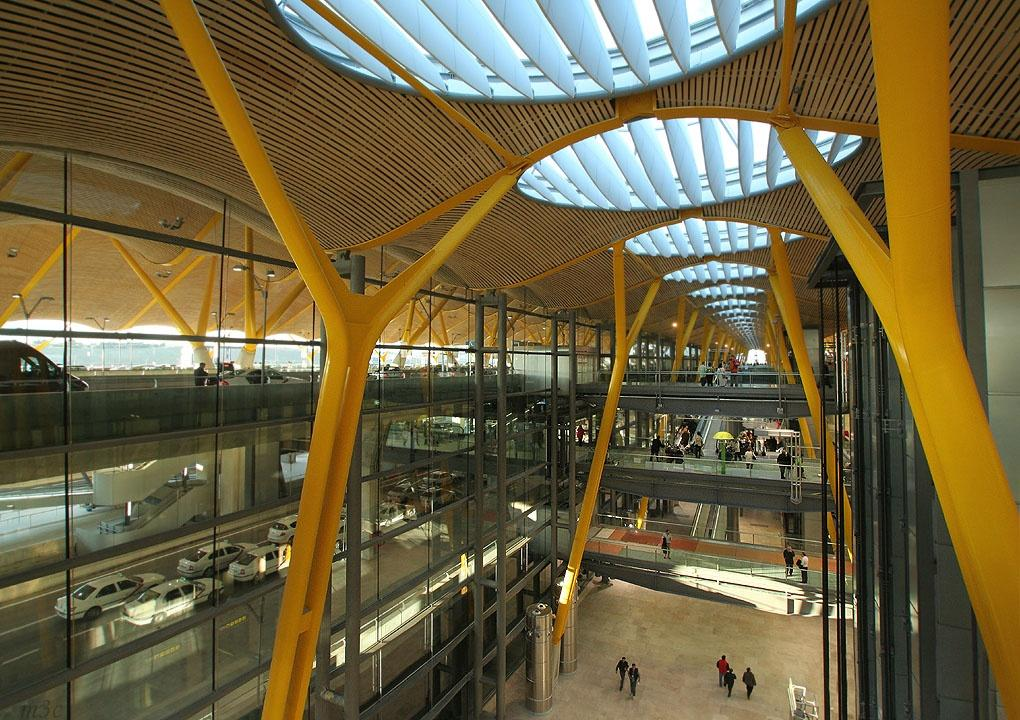
Sortie.
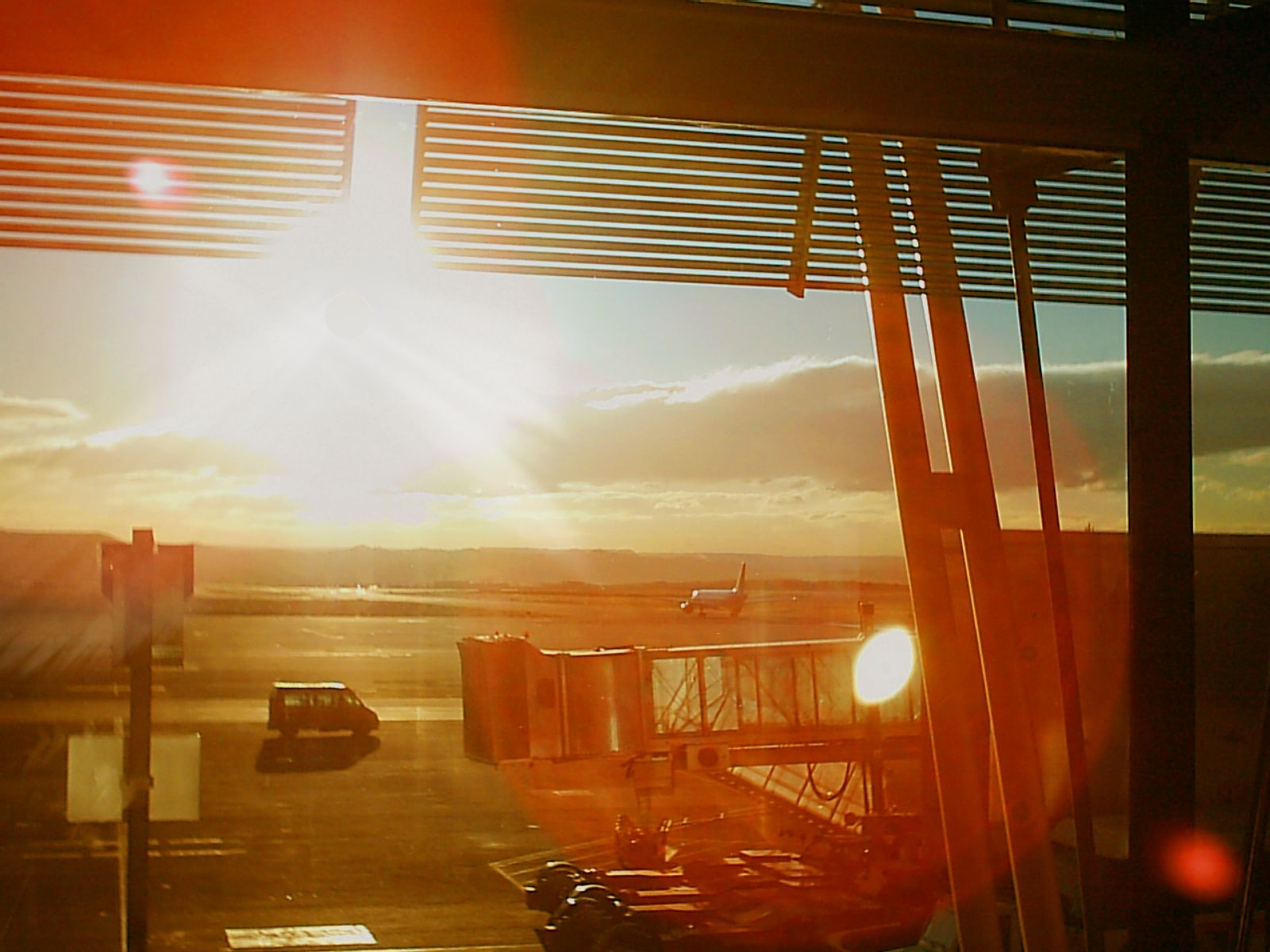
Lever de soleil, vu depuis le Terminal 4.
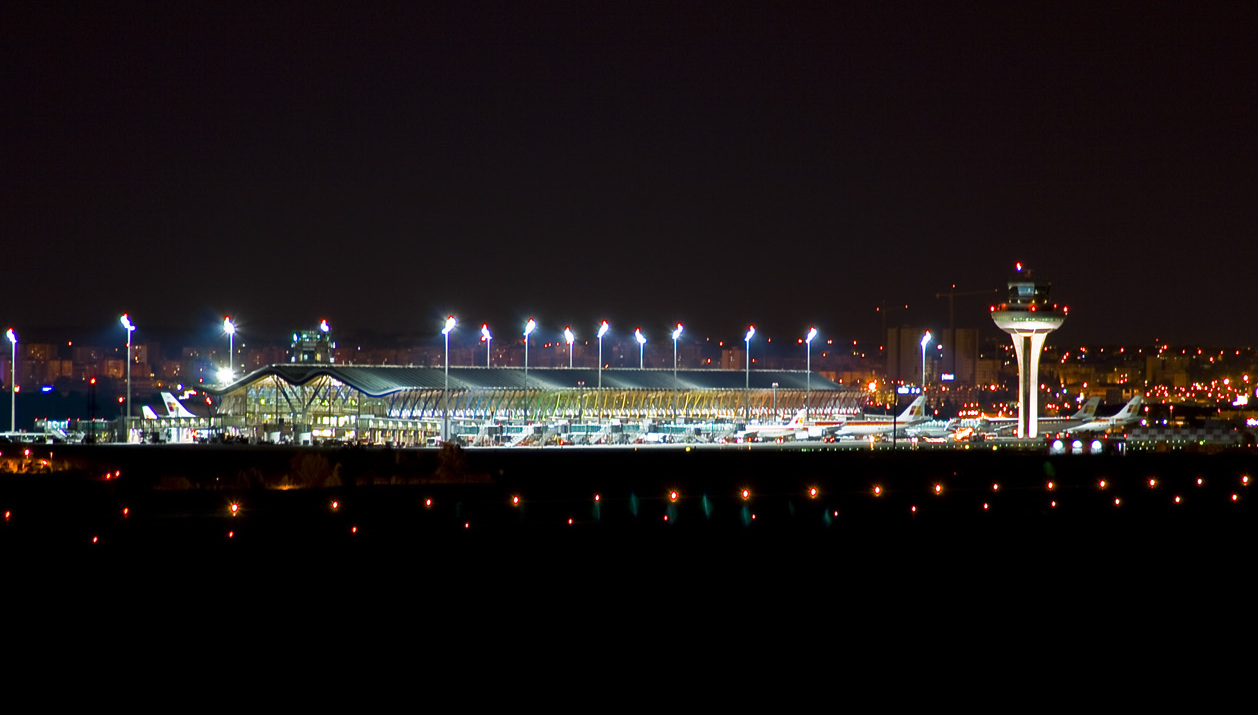
Vue nocturne.

## Trafic

### En tableau
Le graphique qui aurait dû être présenté ici ne peut pas être affiché car il utilise l'ancienne extension Graph, désactivée pour des questions de sécurité. Des indications pour créer un nouveau graphique avec la nouvelle extension Chart sont disponibles ici.

Voir la requête brute et les sources sur Wikidata.

#### Zoom sur l'impact du covid de 2019-2020
Le graphique qui aurait dû être présenté ici ne peut pas être affiché car il utilise l'ancienne extension Graph, désactivée pour des questions de sécurité. Des indications pour créer un nouveau graphique avec la nouvelle extension Chart sont disponibles ici.

Voir la requête brute et les sources sur Wikidata.
Source : Site de l'AENA (gestionnaire de l'aéroport)

## Films tournés à l'aéroport
- La extorsión, thriller argentin de 2023 réalisé par Martino Zaidelis[10].